# Sigara decoratella
Sigara decoratella är en insektsart som först beskrevs av Hungerford 1926.  Sigara decoratella ingår i släktet Sigara och familjen buksimmare. Inga underarter finns listade i Catalogue of Life.